# Ana Camila Pirelli
Anna Camila Donatella Pirelli Cubas (30 de janeiro de 1989), apelidada de "Pantera Guarani" é uma atleta paraguaia.
Detém o recorde paraguaio de heptatlo, 200 metros, 800, 400 metros, 100 metros de cercas, 60 metros de cercas, salto em altura, salto em distância e arremesso de peso. Pertence ao Deportivo San José. Disputou o Campeonato Mundial de Atletismo de 2015. Foi representante do atletismo do Paraguai nos jogos olímpicos de Tóquio.